# Renata Kasalová
Renata Kasalová (Bánovce nad Bebravou, 5 maart 1969) was een tafeltennisser uit Tsjecho-Slowakije.
Op de Olympische Zomerspelen van Seoul in 1988 speelde Kasalová in het enkelspel waar ze de negende plek pakte, en het dubbelspel met Marie Hrachová, waar ze samen vijfde werden.